# Scandinavia
Scandinavia és una població dels Estats Units a l'estat de Wisconsin. Segons el cens del 2000 tenia 1.075 habitants.

## Demografia
Segons el cens del 2000, Scandinavia tenia 349 habitants, 137 habitatges, i 90 famílies. La densitat de població era de 156,7 habitants per km².
Dels 137 habitatges en un 35% hi vivien nens de menys de 18 anys, en un 56,2% hi vivien parelles casades, en un 8% dones solteres, i en un 33,6% no eren unitats familiars. En el 29,2% dels habitatges hi vivien persones soles el 16,1% de les quals corresponia a persones de 65 anys o més que vivien soles. El nombre mitjà de persones vivint en cada habitatge era de 2,55 i el nombre mitjà de persones que vivien en cada família era de 3,16.
Per edats la població es repartia de la següent manera: un 29,5% tenia menys de 18 anys, un 6% entre 18 i 24, un 32,4% entre 25 i 44, un 17,8% de 45 a 60 i un 14,3% 65 anys o més.
L'edat mediana era de 35 anys. Per cada 100 dones de 18 o més anys hi havia 92,2 homes.
La renda mediana per habitatge era de 42.500 $ i la renda mediana per família de 48.125 $. Els homes tenien una renda mediana de 36.339 $ mentre que les dones 19.821 $. La renda per capita de la població era de 15.730 $. Aproximadament el 10,1% de les famílies i el 9,1% de la població estaven per davall del llindar de pobresa.

## Poblacions més properes
El següent diagrama mostra les poblacions més properes.